# كاتي ووكر
كاتي ووكر (بالإنجليزية: Katie Walker)‏ هي لاعبة كرة الشبكة أسترالية، ولدت في 18 يوليو 1978 في بريزبان في أستراليا.